# Jeremiah James Harty

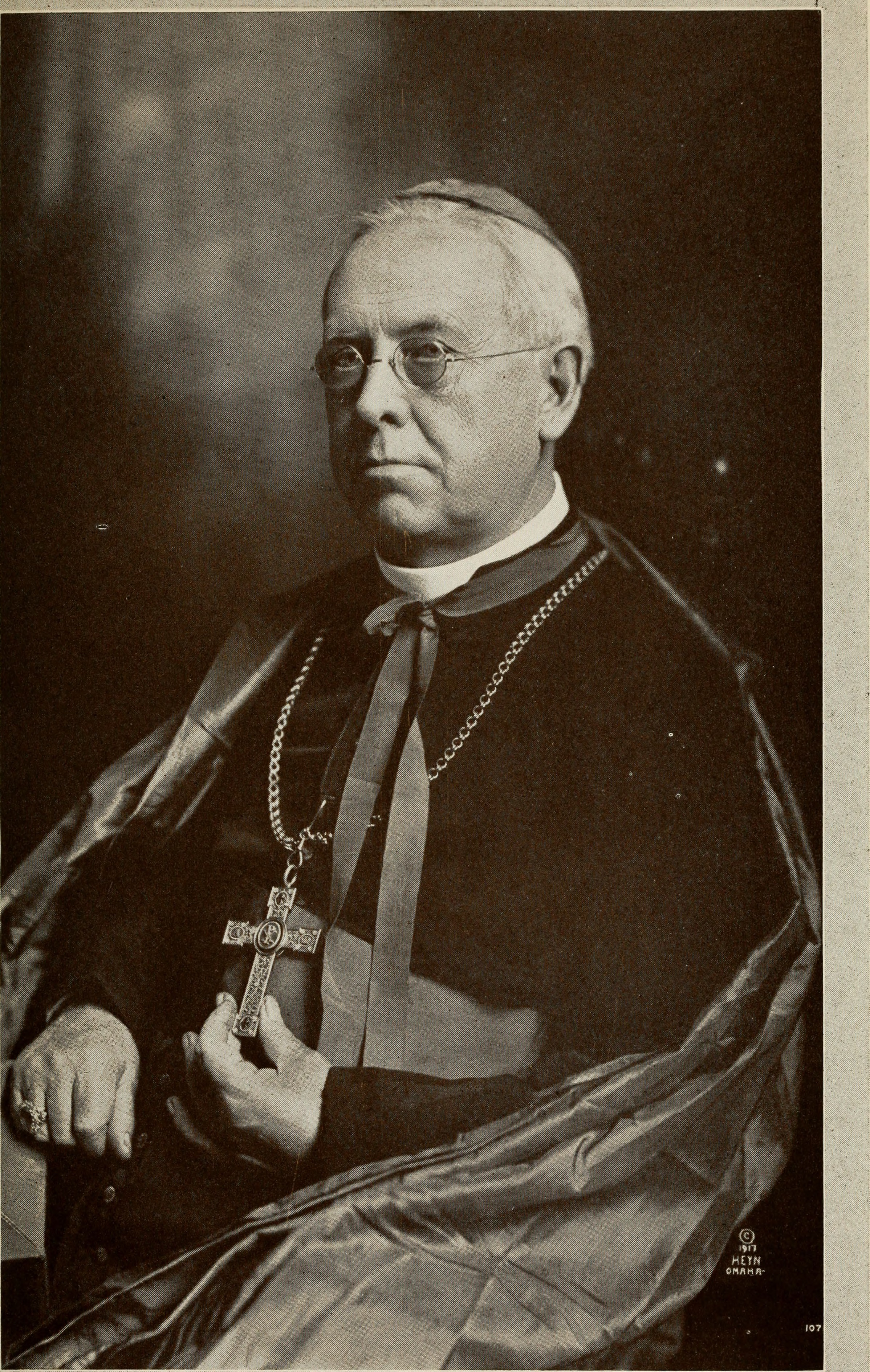
Jeremiah James Harty (1917)

Jeremiah James Harty (* 5. November 1853 in St. Louis, Missouri; † 29. Oktober 1927 in Los Angeles, Kalifornien) war ein US-amerikanischer römisch-katholischer Geistlicher. Harty war zuletzt Erzbischof des Erzbistums Omaha.

## Leben
Jeremiah Harty, Sohn von Andrew und Julia Harty, irischen Einwanderern, absolvierte eine Schule der Brüder der christlichen Schulen und eine von Jesuiten geleitete High School. Danach schrieb er sich an der Saint Louis University ein, an welcher er im Jahr 1872 graduierte. Zuletzt studiert er Theologie am St. Vincent’s College in Cape Girardeau, Missouri. Am 28. April 1878 wurde er von Erzbischof Patrick John Ryan zum Priester geweiht.
Harty begann sein Wirken als Kaplan an der St. Lawrence O'Toole Church in St. Louis. Weiters stand er der Gemeinde der St. Bridget Church vor, ehe er im Jahr 1888 Gründungsmitglied der Gemeinde an der St. Leo Church wurde.
Papst Leo XIII. war es, der Harty am 6. Juni 1903 zum Erzbischof des Erzbistums Manila in den Philippinen ernannte. Die Bischofsweihe, die er während eines Aufenthalts in Rom erhielt, spendeten ihm am 15. August 1903 Kardinal Francesco di Paola Satolli und die Mitkonsekratoren, die Bischöfe Diomede Panici und Amilcare Tonietti. Während Hartys 13-jähriger Amtszeit als Erzbischof von Manila sah er sich einer starken pro-protestantischen und ebenso lauten anti-katholischen Stimmung im Land ausgesetzt. Zu seinem größten Erfolg zählte 1911 die Gründung der privaten Universität De La Salle in Manila, die er mit Unterstützung der Brüder der christlichen Schulen und der Vatikanstadt realisierte.
Am 16. Mai 1916 bestellte Papst Benedikt XV. Harty zum Erzbischof von Omaha in Nebraska. Während seiner Amtszeit gründete der katholische Geistliche Edward J. Flanagan die Jugendhilfeeinrichtung Girls and Boys Town, der Harty zunächst skeptisch gegenüberstand. Später bewunderte er Flanagans Erfolge.
Im Spielfilm Teufelskerle, der 1938 von Norman Taurog verfilmt wurde, und für den Spencer Tracy den Oscar für seine Darstellung von Pater Edward Flanagan erhielt, stand der US-amerikanische Schauspieler Minor Watson in der Rolle von Erzbischof Harty vor der Kamera.
Jeremiah Harty starb Ende Oktober 1927, kurz vor seinem 74. Geburtstag, in Los Angeles.